# توکسلا گوتیرس (چیاپاس)
توکسلا گوتیرس، (اسپانیایی: Tuxtla Gutiérrez) پایتخت و بزرگترین شهر ایالت چیاپاس در کشور مکزیک است. این شهر مدرن‌ترین شهر این ایالت به حساب می‌آید چون بسیاری از ساختمان‌های عمومی این شهر در قرن ۲۰ میلادی ساخته شده‌اند. یک استثناء کلیسای سن مارکوس (San Marcos) است، که در سال ۱۵۶۰ میلادی برای بومی‌های منطقه ساخته شده است.

## آب و هوا
- میانگین بالاترین دما در سال ۳۲ سلسیوس (بالاترین دما ماه آوریل و ماه مارس ۳۶ سلسیوس)
- میانگین پایین‌ترین دما در سال ۱۸ سلسیوس (پایین‌ترین دما ماه ژانویه ۱۵ سلسیوس)
- بارش در سال ۹۲۱ میلی‌متر (بالاترین بارش ماه ژوئن ۲۰۸ میلی‌متر / پایین‌ترین بارش ماه ژوئن ۲٫۷ میلی‌متر)

## پیشینه
قبل از رسیدن اسپانیاییها به این منطقه هیچ شهری در این مکان وجود نداشت و فقط روستایی در دامنه کوه مکتوماتسا (Mactumatzá) در سالهایی ۱۴۸۶ و ۱۵۰۵ میلادی به دست سرخپوستان زوکه (Zoque) وجود داشته که وقتی اسپنیایی‌ها به این مکان رسیدند زیر نفوز آزتکها بوده‌است. بعد ار رسیدن اسپانیاییها این مکان به محلی برای استراحت قبل از ورود به چیاپا د کورسو (Chiapa de Corzo) بود و همچنین یک نقطه کانونی برای معامله گران از اوآخاکا، وراکروس، تاباسکو، کامپچه و گواتمالا بود.
این شهر در ۹ فوریه ۱۸۳۴ میلادی به دستور فرماندار چیاپاس خواکین میگل گوتیرس (Joaquín Miguel Gutiérrez) به عنوان پایتخت چیاپاس شناخته شد.

## نام
قبل از رسیدن اسپانیاییها به این منطقه هیچ شهری در این مکان وجود نداشت و نام "توکسلا" (Tuxtla) در حقیقت اشاره‌ای به منطقه دره است. سرخپوستان بومی این منطقه ("زوکه ها" Zoque) این دره را با نام "کویوتوک" (Coyotoc) می‌شناختند، برگردان این نام به فارسی "زمین یا خانه خرگوش" است. وقتی قبیله آزتک این منطقه را زیره نفوز خود درآورد به آن نام "توچتلان" (Tochtlán) را دادند که به همان معنی بود.
نام «توچتلان» به مرور زمان و با رسیدن اسپانیاییها به «توکسلا» برگشته شده است. بخش دوم نام این شهر «گوتیرس» (Gutiérrez) در سال ۱۸۴۸ میلادی به نام این شهر اضافه شد که آن به خاطره خواکین میگل گوتیرس (Joaquín Miguel Gutiérrez)، که یک سیاستمدار لیبرال بود.

## امروزه
بر خلاف بسیاری از شهرهای دیگر چیاپاس این شهر جاذبه‌های توریستی زیادی ندارد، اما در هر صورت این شهر با داشتن فرودگاه و ایستگاه اتوبوس به یک هاب برای حمل و نقل گردشگران به دیگر مکانهای این ایالت می‌باشد. اقتصاد این شهر به توره عمده به دست دولت است و دولت در ارائه بخش قابل توجهی از شغل‌ها دست دارد.

## شهرهای خواهرخوانده
توکسلا گوتیرس ۵ شهر خواهرخوانده دارد
- پوئبلا، مکزیک
- سلایا، مکزیک
- سامورا، مکزیک
- پاچوکا، مکزیک
- آماریلو، آمریکا

## نگارخانه

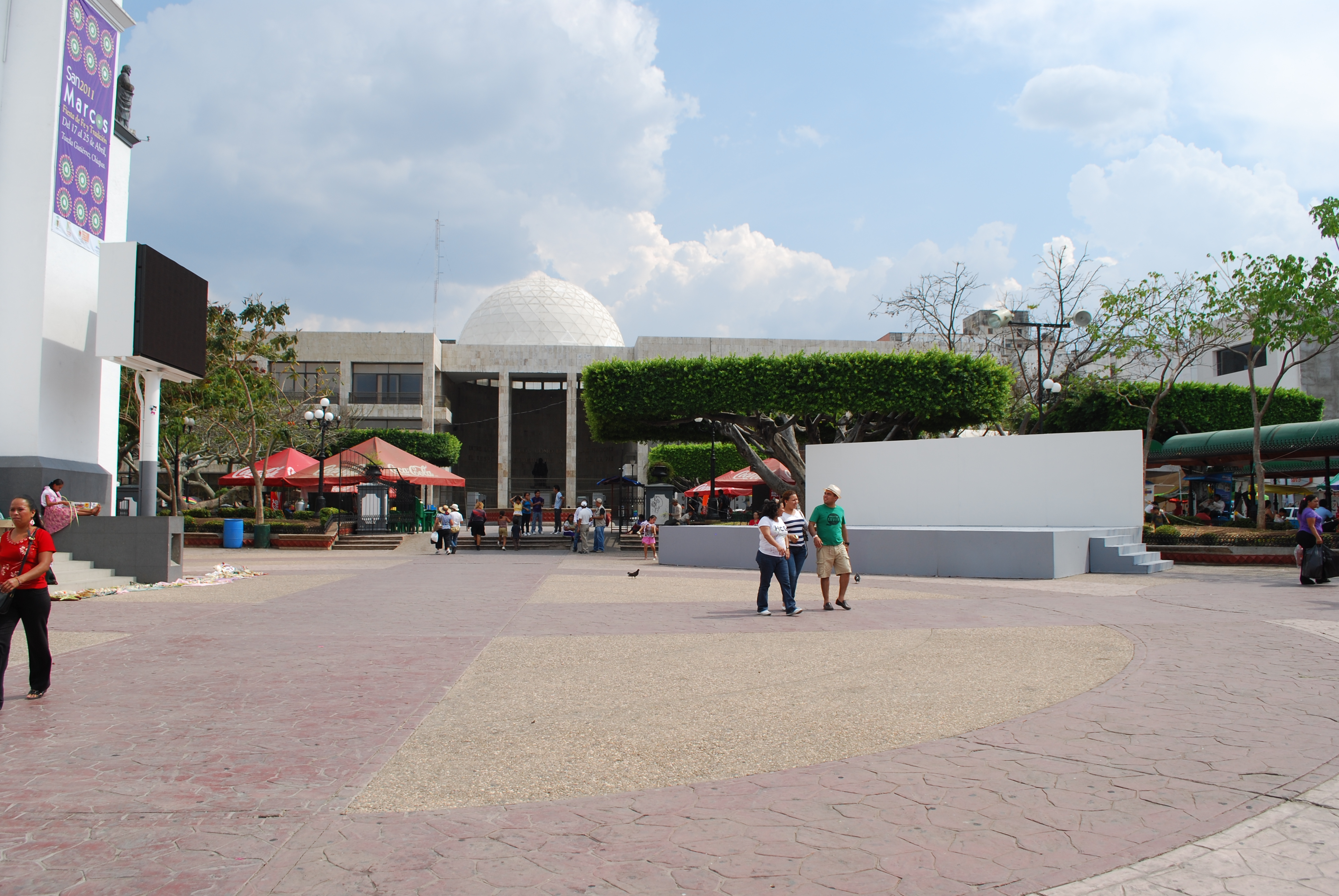
کنگره توکسلا گوتیرس
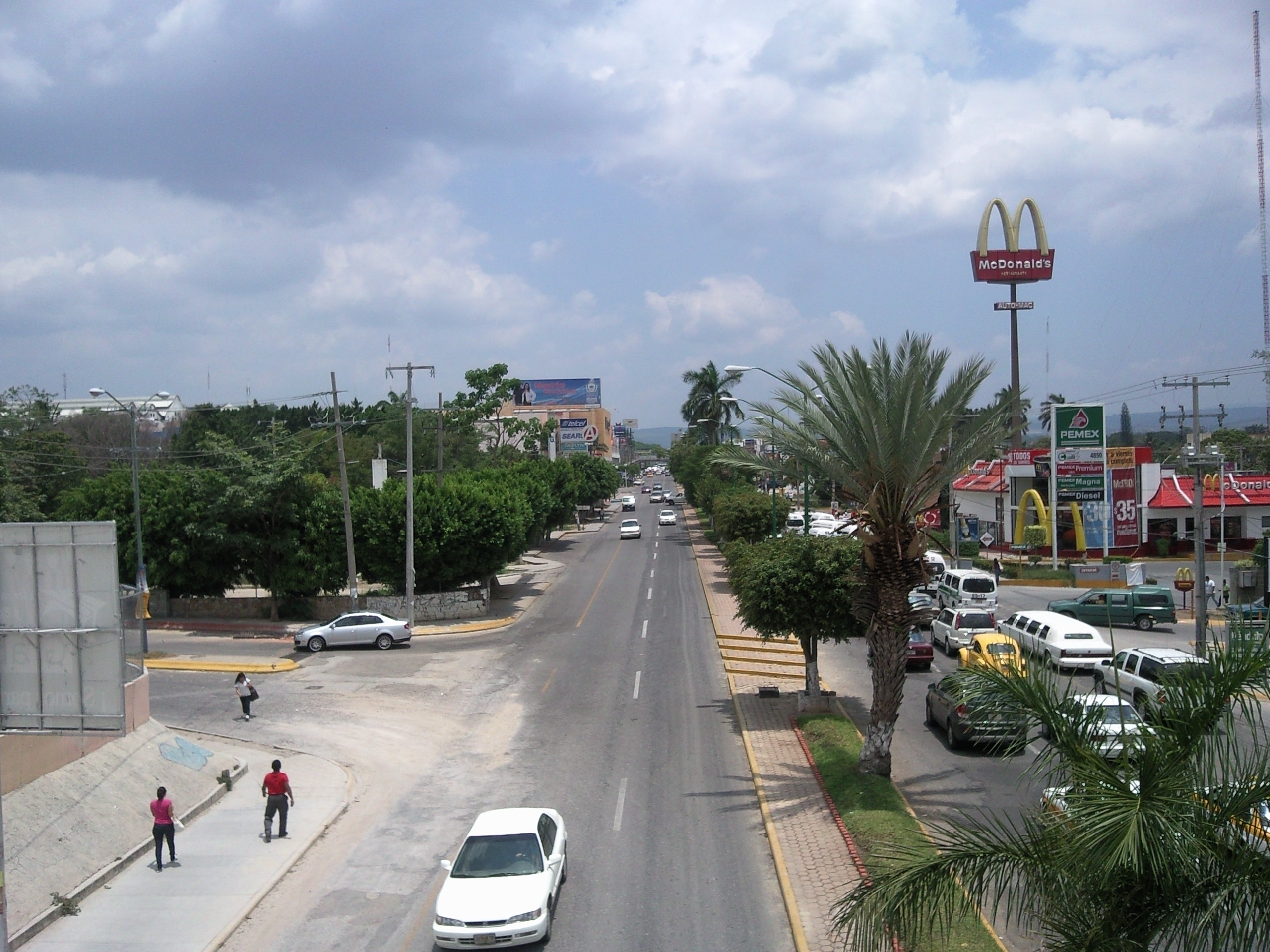
خیابان در توکسلا گوتیرس
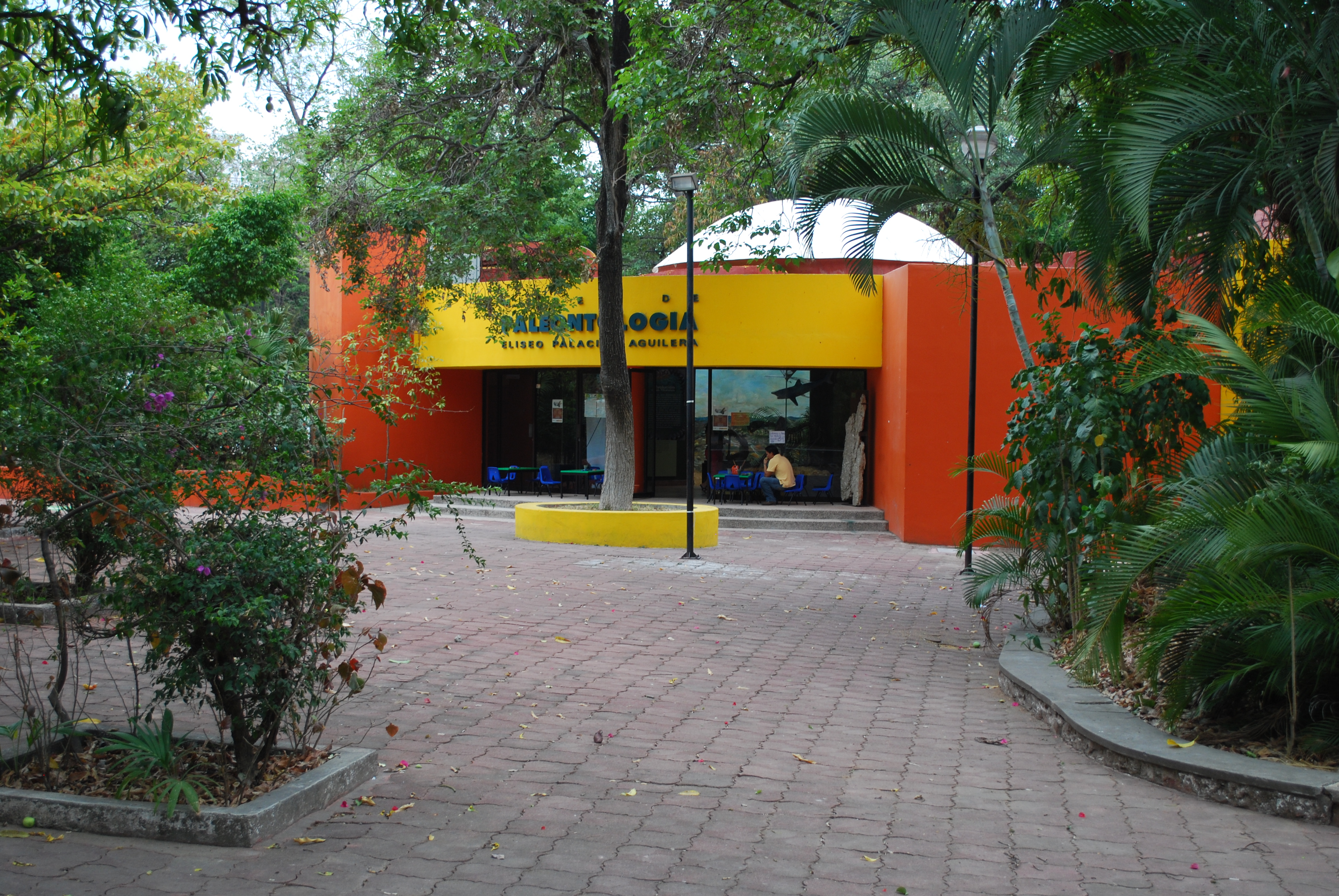
موزه فسیل‌شناسی توکسلا گوتیرس
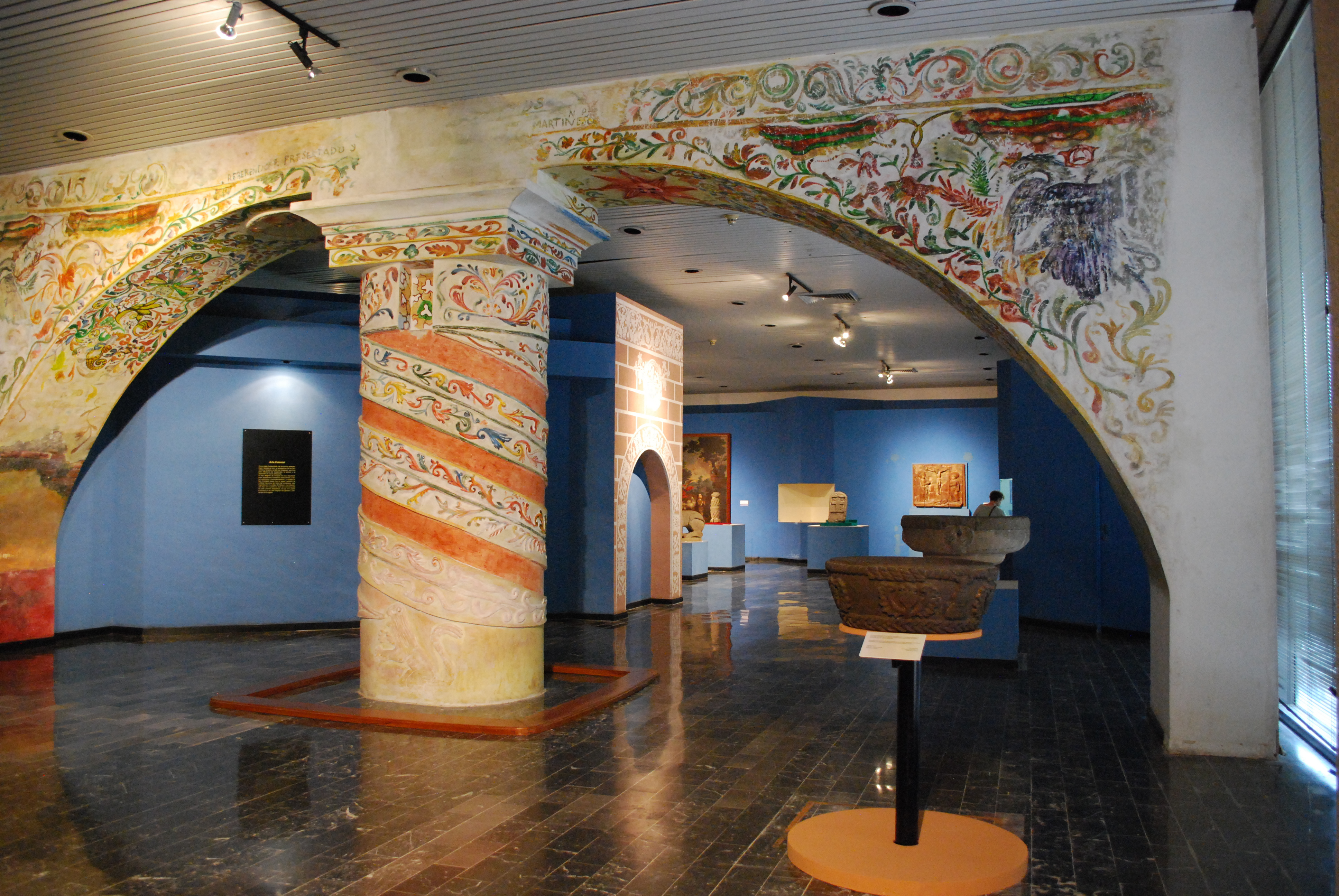
موزه توکسلا گوتیرس
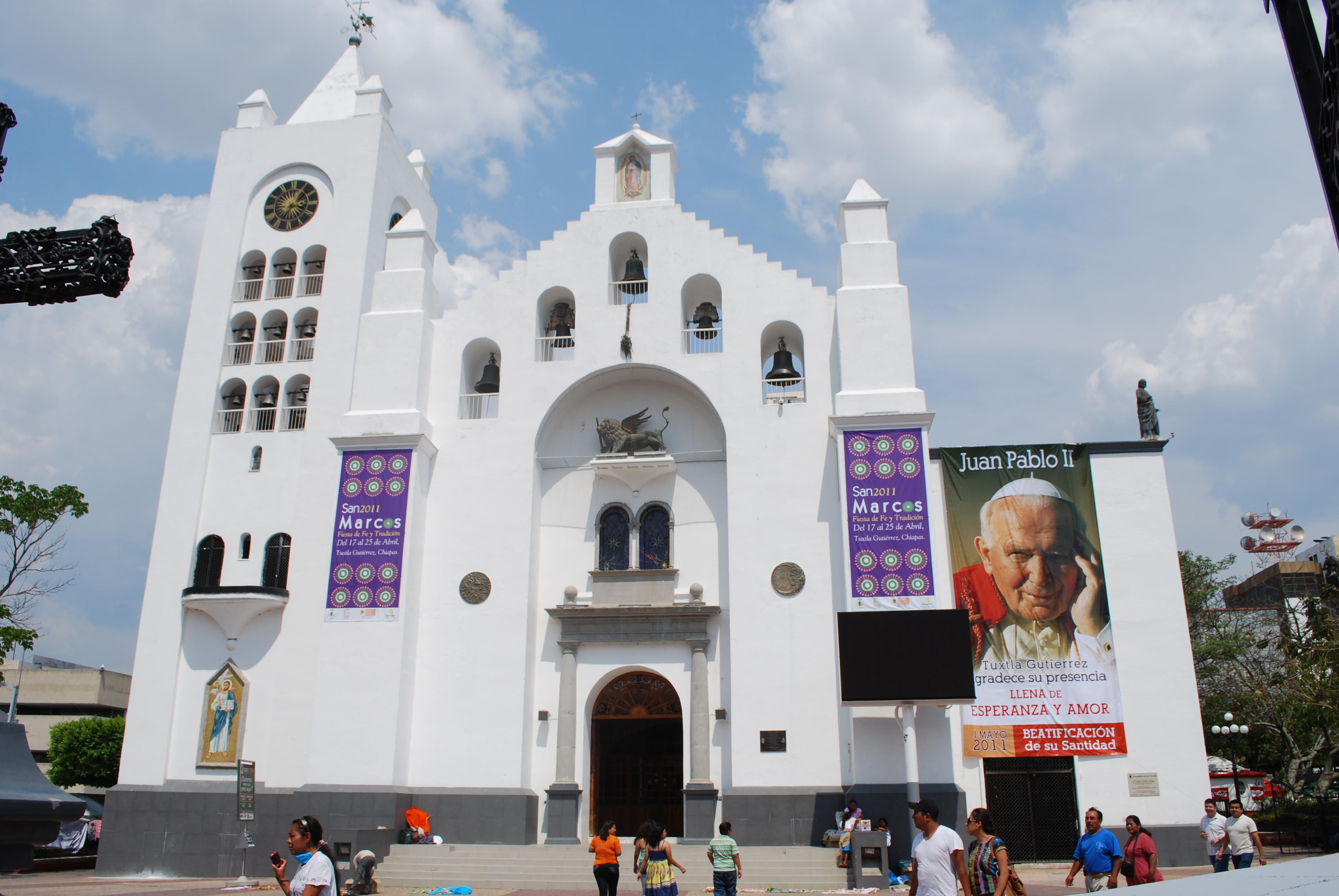
کلیسای سن مارکوس
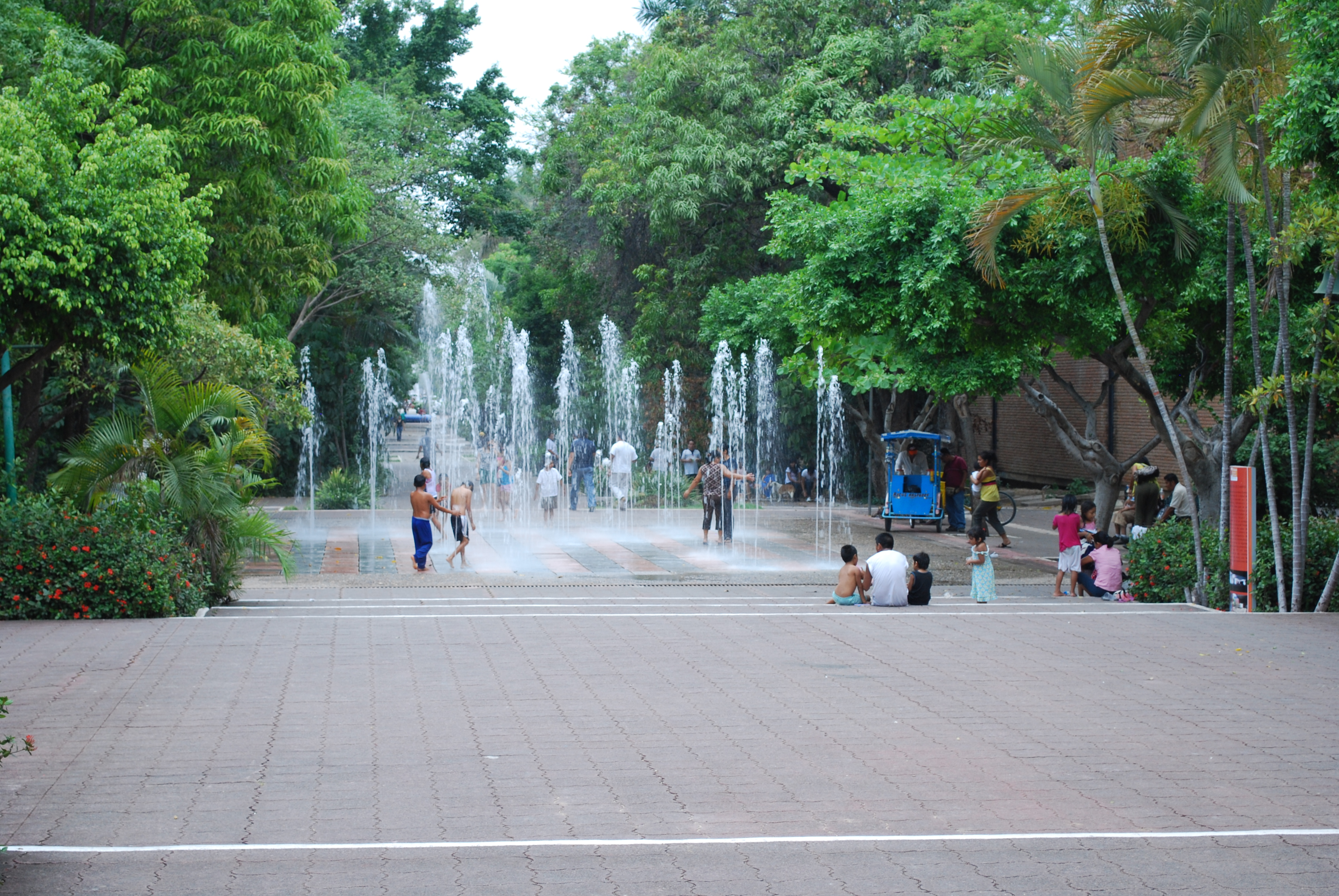
ورودی موزه توکسلا گوتیرس
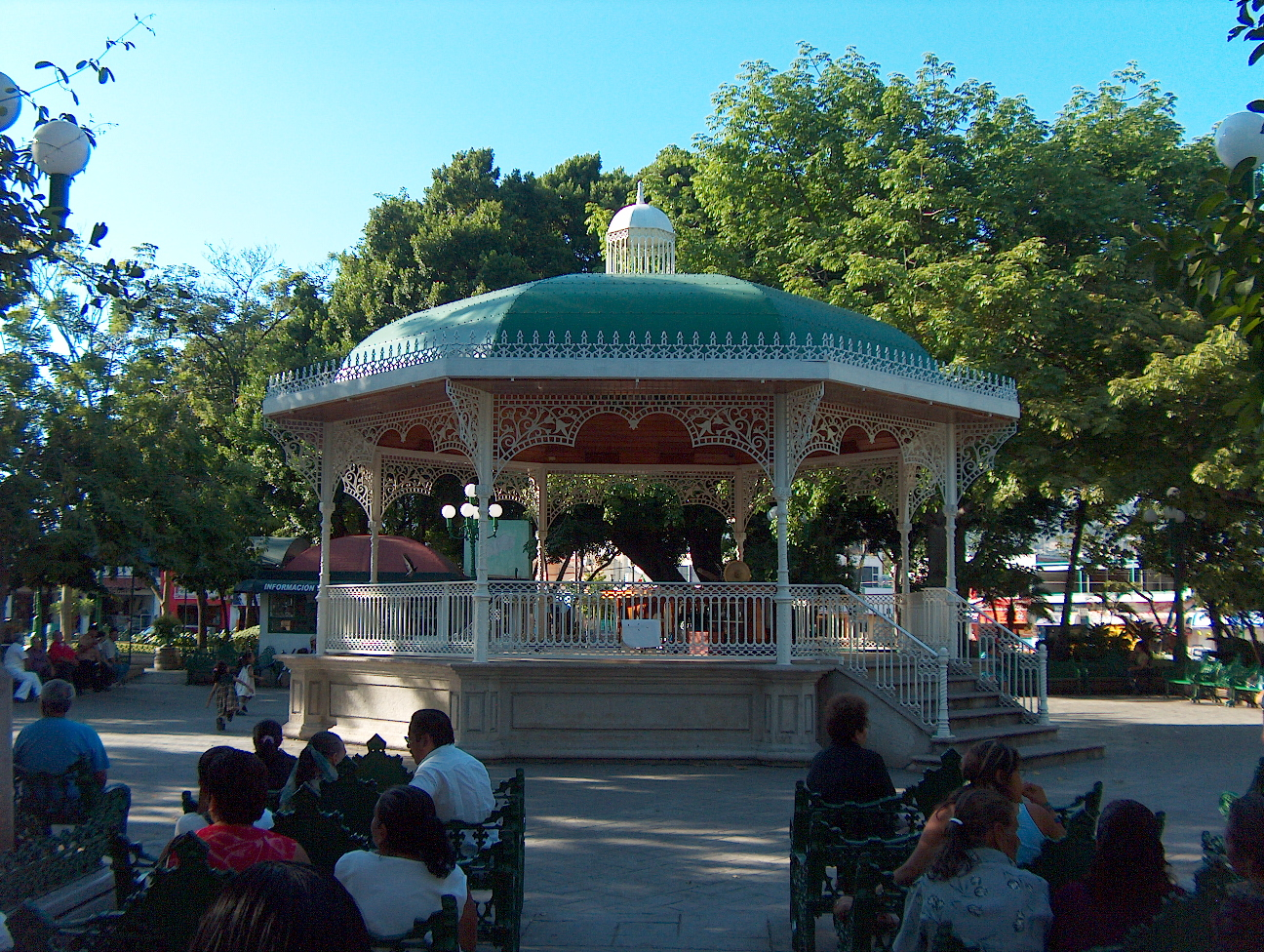
مرکز شهر توکسلا گوتیرس
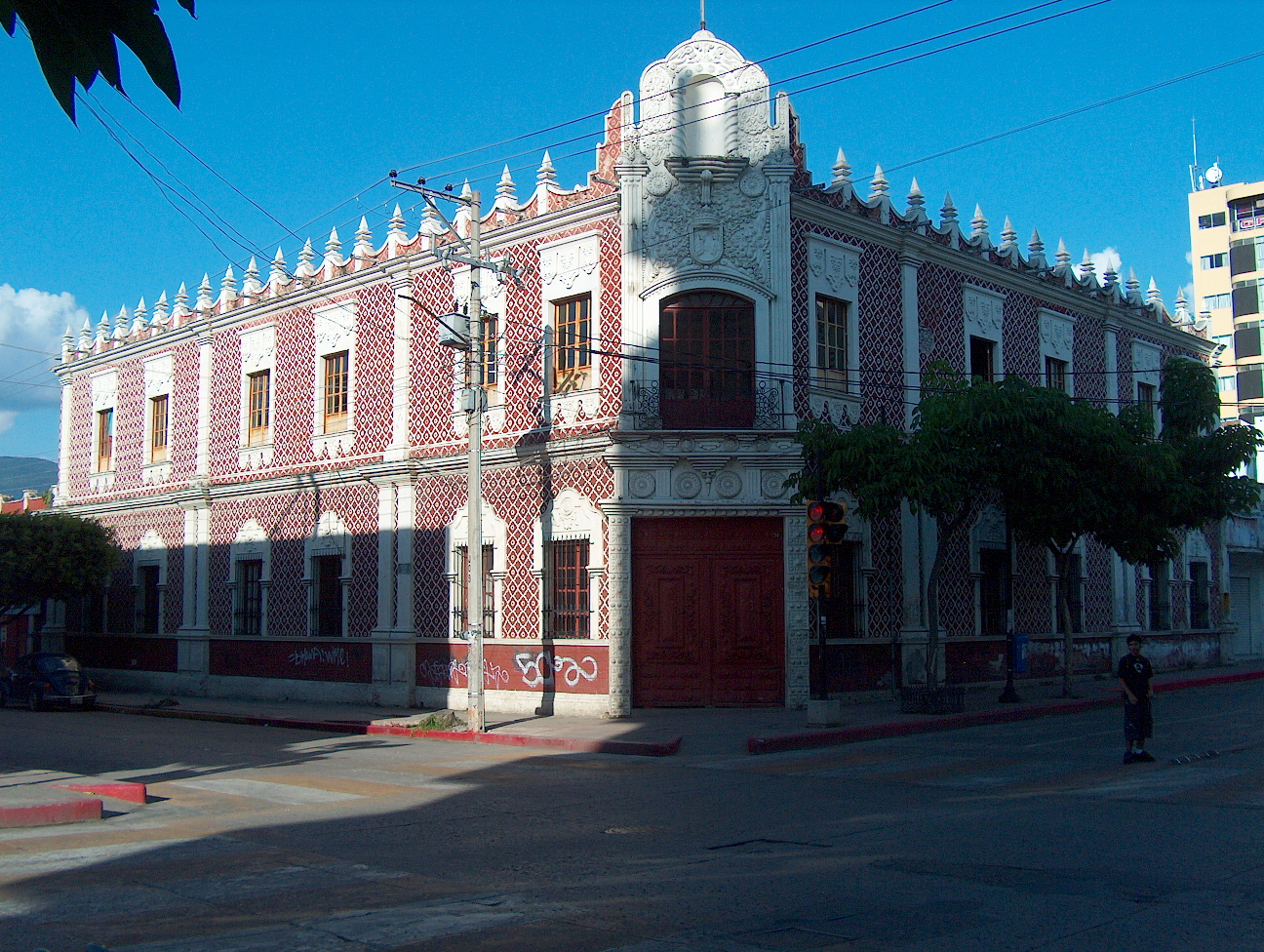
موزه توکسلا گوتیرس